# Explosie in Oppau

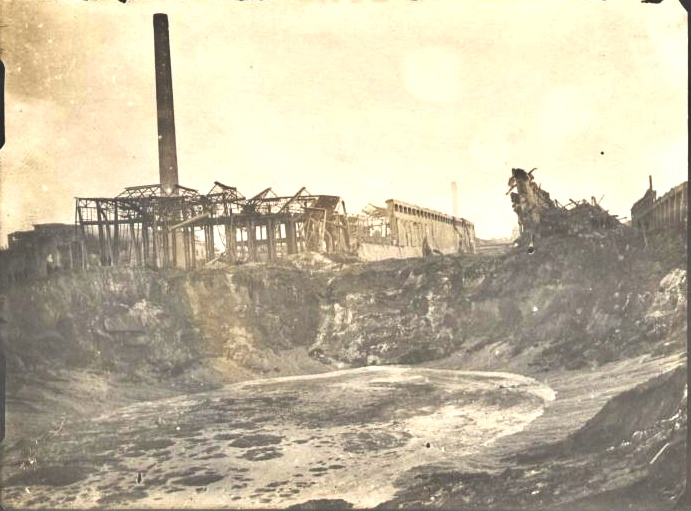
De krater

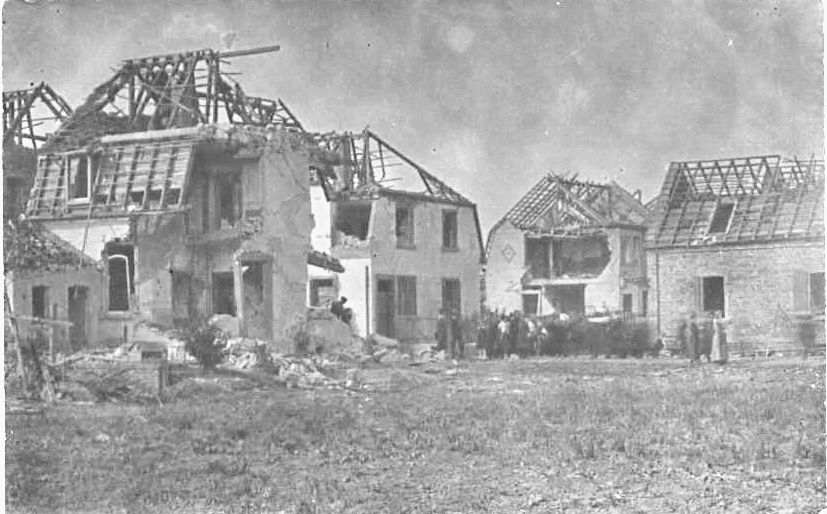
Schade in Oppau

De Explosie in Oppau vond plaats op 21 september 1921 toen een deel van een mengsel van ongeveer 4500 ton ammoniumsulfaat en ammoniumnitraat kunstmest explodeerde. De kunstmest was opgeslagen in een silo van een BASF-fabriek in Oppau (dat tegenwoordig deel uitmaakt van Ludwigshafen am Rhein) in Duitsland. Hierbij werden ongeveer 561 mensen gedood en raakten meer dan 2000 mensen gewond.

## Achtergrond
De fabriek begon met de productie van ammoniumsulfaat in 1911, maar toen tijdens de Eerste Wereldoorlog Duitsland niet in staat was het benodigde zwavel te verkrijgen begon men ook ammoniumnitraat te produceren. Ammoniak kan worden verkregen zonder geïmporteerde grondstoffen door middel van het Haber-Boschproces.
Vergeleken met ammoniumsulfaat is ammoniumnitraat sterk hygroscopisch, waardoor het mengsel in de 20 meter hoge silo onder het eigen gewicht samengedrukt werd tot een soort pleister. De arbeiders moesten houwelen gebruiken om het uit de silo's te verwijderen, waarbij het gevaar bestond dat zij bedolven raakten onder de kunstmest wanneer zij de silo betraden. Om hun werk te vergemakkelijken werden kleine ladingen dynamiet gebruikt om het mengsel losser te maken.
Deze op zelfmoord lijkende procedure was in feite gangbare praktijk. Het was bekend dat ammoniumnitraat explosief was, en het was hiervoor veelvuldig gebruikt gedurende de Eerste Wereldoorlog. Echter tests in 1919 suggereerden dat mengsels van ammoniumsulfaat en ammoniumnitraat met minder dan 60% nitraat niet zouden exploderen. Daarom werd geconcludeerd dat het materiaal in de fabriek (een 50/50 mengsel) veilig was om in hoeveelheden van 50.000 ton op te slaan, meer dan honderdmaal de bij de ramp geëxplodeerde hoeveelheid. Bij eerdere tests voor de explosie was er niets gebeurd.
Omdat iedereen die bij het werk betrokken was bij de explosie overleden is, zijn de oorzaken onduidelijk. Echter modern onderzoek laat zien dat het criterium, dat het veilig is om minder dan 60% nitraat te gebruiken, niet correct is. Wanneer in het mengsel nabij de dynamietexplosie het aandeel aan nitraat 55-60% is, kan ook een explosie van het omringende mengsel met een lager nitraataandeel geïnduceerd worden. Veranderingen in vochtigheid en dichtheid kunnen ook de explosieve eigenschappen beïnvloeden.
Een paar maanden voor het incident was het productieproces veranderd, zodat de vochtigheid van het mengsel verlaagd werd van 3-4% naar 2%, en ook de dichtheid werd verlaagd. Beide factoren verhoogden de kans dat het mengsel explodeerde. Er zijn ook aanwijzingen dat het betreffende mengsel geen uniforme samenstelling had, maar dat in delen van enkele tientallen tonnen het mengsel een groter aandeel ammoniumnitraat had. Men heeft daarom gesuggereerd dat een van de dynamietladingen in of bij een gebied met groter nitraataandeel is geplaatst, waardoor ook een deel van het omringende mengsel met minder nitraat ontploft is.
Twee maanden eerder waren in Knurów, dat toen deel uitmaakte van Duitsland, 19 mensen gestorven toen 30 ton ammoniumnitraat ontplofte bij vergelijkbare omstandigheden. Het is niet duidelijk waarom deze waarschuwing niet in acht werd genomen.

## De schaal van de explosie
Twee explosies, die een halve seconde uit elkaar lagen, gebeurden op 21 september 1921 om 7:32 in Silo 110 van de fabriek. Hierbij ontstond een 19 meter diepe krater van 90 bij 125 meter.
Bij deze explosies ontplofte 10% van de 4500 ton kunstmest die opgeslagen was in de silo. De explosies werden gehoord in Noordoost-Frankrijk en in München, meer dan 300 km verwijderd van de plaats van de ontploffing. Er wordt geschat dat de explosie een kracht had van 1000-2000 ton TNT-equivalent.
De omvang van de schade werd in 1922 geschat op 321 miljoen Papiermark, wat toen door The New York Times geschat werd op 7 miljoen Amerikaanse dollar. Wegens de toenmalige hyperinflatie zijn zulke schattingen moeilijk. Ongeveer 80% van alle gebouwen in Oppau werden verwoest waardoor 6500 mensen dakloos werden. De drukgolf veroorzaakte grote schade in Mannheim dat aan de overkant van de Rijn ligt, waardoor over een afstand van 25 km daken van huizen gescheurd werden en ramen tot op grotere afstand gebroken werden, waaronder het middeleeuwse gebrandschilderd glas van de Dom van Worms (15 km ten noorden van Oppau). In Heidelberg (30 km van Oppau) werd het verkeer gestopt door de hoeveelheid gebroken glas in de straten, ontspoorde een tram en werden enkele daken vernietigd. Het aantal doden bedroeg 561. De begrafenis werd bijgewoond door de Duitse president Friedrich Ebert en minister-president Hugo von und zu Lerchenfeld auf Köfering und Schönberg. 70.000 mensen verschenen op het kerkhof in Ludwigshafen.